# جوزيف ماكورميك
جوزيف ماكورميك (بالإنجليزية: Joseph McCormick)‏ (29 أكتوبر 1834 - 9 أبريل 1914) هو لاعب كريكت بريطاني (وحمل سابقاً جنسية المملكة المتحدة لبريطانيا العظمى وأيرلندا).